# Сирануи (эсминец)
Сирануи (яп. 不知火, «фосфоресцирующий свет (на море)», «свечение моря») , неправильно «Сиранухи» — японский эсминец типа «Кагэро».
Он был заказан в числе 15 эсминцев этого типа по Третьей программе пополнения флота. Его постройкой в 1937—1939 годах занималась частная верфь в Ураге.
В составе 18-го дивизиона эсминцев «Сирануи» принял активное участие в начальном этапе боевых действий на Тихоокеанском театре Второй мировой войны, сопровождая Первое мобильное соединения во всех его походах, начиная с Гавайской операции и заканчивая рейдом в Индийский океан. 5 июля 1942 года в районе острова Кыска эсминец был тяжело повреждён торпедой с американской подводной лодки и провёл в ремонте более года.
В ходе сражения в заливе Лейте «Сирануи» входил в состав 2-го набегового соединения вице-адмирала Сима и активно участвовал в бою в проливе Суригао в ночь с 24 на 25 октября 1944 года. Вечером 26 октября он был направлен для спасения экипажей потопленных крейсера «Кину» и эсминца «Уранами». Однако не найдя их, следующим утром корабль направился на помощь находившимся на борту потопленного эсминца «Фудзинами». В результате 27 октября «Сирануи» был также потоплен американской палубной авиацией, спасшихся с него не было.

## Строительство
«Сирануи» был одним из 15 океанских эсминцев типа «Кагэро», заказанных по Третьей программе пополнения флота 1937 года. Закладка корабля (на тот момент имевшего временное обозначение по программе — № 18) на стапеле частной «Судостроительной компании Ураги» в городе Урага (ныне часть города Йокосука) состоялась 30 августа 1937 года — первым из них. На воду он был спущен 28 июня 1938 года и вошёл в строй 20 декабря 1939 года, став в итоге вторым в серии (после «Кагэро»).

## История службы
После передачи флоту в декабре 1939 года эсминец вместе с «Кагэро», «Касуми» и «Арарэ» вошёл в состав 18-го дивизиона 2-й эскадры эсминцев (ЭЭМ) Второго флота. Также на нём поднял свой флаг командующий дивизионом капитан 1-го ранга Ёсито Миясака.
С 18 по 22 ноября 1941 года «Сирануи» в составе 18-го дивизиона и вместе с 1-й ЭЭМ перешёл из Саэки в залив Хитокаппу на острове Эторофу (сейчас залив Касатка на острове Итуруп). С 26 ноября он входил в состав эскорта Первого мобильного соединения вице-адмирала Нагумо в ходе проведения Гавайской операции, вернулся в Курэ 24 декабря.
С 8 по 14 января 1942 года «Сирануи» вместе с 18-м дивизионом сопровождал Первое мобильное соединение на переходе из Японии к Труку, а 20 января — прикрывал его в ходе удара по Рабаулу. 21—23 января он эскортировал авианосцы «Сёкаку» и «Дзуйкаку» при нанесении ими ударов по Лаэ и Саламуа и поддержки высадки в Рабауле и Кавиенге, на Трук вернулся 29-го. С 1 по 8 февраля «Сирануи» сопровождал Первое мобильное соединение в ходе попытки перехвата рейда группы американским авианосцев, после чего прибыл на Палау. С 15 по 21 февраля он входил в его эскорт в ходе удара по Дарвину и вернулся с ним в бухту Старинг. 25 февраля «Сирануи» вышел вместе с соединением Нагумо в новый поход к Яве, главным событием в ходе которого стал удар по Чилачапу 5 марта, и вернулся на базу 11 марта. При этом он 1 марта совместно с «Касуми» потопил неустановленное торговое судно. С 26 марта по 18 апреля «Сирануи» вместе с 18-м дивизионом сопровождал Первое мобильное соединение в хода похода в Индийский океан. 23 апреля он прибыл в Курэ и стал на ремонт.
С 21 по 25 мая 18-й дивизион перешёл из Курэ к острову Сайпан, куда прибыл 25 мая. С 3 по 6 июня в составе 2-й ЭЭМ он эскортировал транспорты с войсками, которые должны были высадиться на Мидуэй в ходе операции «МИ». После её отмены «Сирануи» вместе с дивизионом с 17 по 23 июня сопроводил тяжёлые крейсера «Судзуя» и «Кумано» и танкер «Нитиэй-мару» из Трука в Курэ. С 23 июня по 4 июля он вместе с «Касуми» и «Арарэ» эскортировал гидроавианосец «Тиёда» на переходе из Йокосуки на остров Кыска. 5 июля на выходе из залива Кыска эсминец был поражён торпедой с американской подводной лодки «Гроулер». В результате носовая часть была оторвана по первую дымовую трубу, погибли 3 члена экипажа. После подготовки к переходу повреждённый корабль был отбуксирован в Майдзуру эсминцем «Инадзума» с 15 августа по 3 сентября. Ремонт «Сирануи» в арсенале флота Майдзуру продлился вплоть до 15 ноября 1943 года, всё это время он находился в резерве. В ходе ремонта также вторая 127-мм установка (башня «Х») была снята и заменена двумя строенными 25-мм автоматами.
После завершения ремонта в ноябре 1943 года «Сирануи» был придан Девятому флоту. С 7 по 16 января 1944 года он эскортировал конвой их Саэки на Палау, с 23 января по 3 февраля и с 21 февраля по 1 марта — между Палау, атоллом Вевак и портом Голландия. 1 марта «Сирануи» был передан в состав 9-го дивизиона эсминцев («Касуми», «Сиракумо», «Усугумо») 1-й ЭЭМ Пятого флота. С 6 по 22 марта он сопровождал конвои из Палау в Курэ с заходом на Тайвань. 31 марта 9-й дивизион был переименован в 18-й. 2 апреля эсминец перешёл в Оминато, для проводки конвоев в северной зоне. В тот же день на него перенёс флаг командующий 18-м дивизионом капитан 1-го ранга Ёсио Иноуэ.
С 19 по 21 июня 1944 года «Сирануи» сопроводил тяжёлые крейсера «Нати» и «Асигара» из Оминато в Курэ. С 28 июня по 1 июля он входил в эскорт конвоя из Йокосуки в Оминато. С 31 июля по 1 августа эсминец снова сопроводил «Нати» и «Асигару» на переходе из Оминато в Курэ, а с 11 по 14 августа крейсера из Йокосуки на Титидзиму.

### Сражение в заливе Лейте
14 октября 1944 года «Сирануи» в составе 2-го набегового соединения вице-адмирала Сима (в него входила 21-я дивизия крейсеров из «Нати» и «Асигары» и 1-я ЭЭМ) покинул Курэ для участия в операции «Сё-ити Го». и 17-го в 16:30 прибыл на остров Амами-о-сима. На следующий день в 5:30 корабли покинули базу, и зайдя по пути в Мако, 23 октября в 7:00 прибыли в бухту Корон на Филиппинах.
26 октября в 20:00 вице-адмирал Сима послал на «Сирануи» приказ отправиться для спасения экипажей крейсера «Кину» и эсминца «Уранами», потопленных американской авиацией в 70 морских милях к северо-северо-востоку от острова Панай. Он покинул бухту Корон в 20:30 и прибыл в указанный район в 3:00 27 октября. После четырёх часов упорных поисков никого обнаружить не удалось, и капитан 2-го ранга Ара принял решение возвращаться. Однако в силу стечения ряда обстоятельств в том районе утром 27 октября оказалось сразу три японских эсминца: помимо «Сирануи», это были тяжело повреждённый за день до этого авиаторпедой «Хаясимо» и идущий ему на помощь «Фудзинами» (также на его борту находилось большое число членов экипажа тяжёлого крейсера «Тёкай», потопленного в ходе боя у острова Самар). Оба корабля были из состава 1-го набегового соединения адмирала Куриты. В 9:35 с находившегося южнее острова Семирара «Сирануи» заметили прошедшие над ним девять палубных самолётов противника, о чём было сказано в отправленном радиосообщении. Вероятно, это была именно та эскадрилья пикирующих бомбардировщиков с авианосца «Франклин», которая вскоре после этого потопила «Фудзинами». Примерно через час «Сирануи» прибыл на место гибели этого эсминца и начал спуск шлюпок, сообщение об этом было отправлено на «Нати» в 10:45. Казалось, что отправленный для спасательной миссии и не нашедшей своей цели корабль теперь всё же сможет выполнить свою задачу. Однако в 13:30 «Сирануи» был атакован эскадрильей пикирующих бомбардировщиков с авианосца «Энтерпрайз», был поражён тремя бомбами и быстро затонул, зарываясь носом в воду. Эти события произошли на виду членов экипажа «Хаясимо», к тому времени выбросившегося на отмель у острова Семирара.
Из примерно 1500 человек, находившихся на «Фудзинами» и «Сирануи», не выжил никто. На 2-м набеговом соединении так никто и не узнал вовремя о масштабах произошедшего, в результате чего оставшиеся в нём корабли вернулись в бухту Корон, а вечером 27 октября вышли в Манилу. Ещё более трагичным это поражение делает то, что сами последний поход «Сирануи» и его гибель были бессмысленными — выжившие с «Кину» и «Уранами» были подобраны быстроходными транспортами № 6, № 9 и № 10, благополучно в итоге прибывшими на базу.
10 декабря 1944 года «Сирануи» был исключён из списков ЯИФ.

## Командиры
- 1.8.1939 — 15.10.1940 капитан 2 ранга (тюса) Кэндзи Накамура (яп. 中村謙治);
- 15.10.1940 — 10.9.1942 капитан 2 ранга (тюса) Сидзуо Акадзава (яп. 赤澤次壽雄)[2];
- (исполняющий обязанности) 10.9.1942 — 15.11.1942 капитан 2 ранга (тюса) Косити Сугиока (яп. 杉岡幸七) (командир ЭМ «Осио») [2];
- (исполняющий обязанности) 15.11.1942 — 20.5.1943 капитан 3 ранга (сёса) Хиро Ямана (яп. 山名寛雄) (командир ЭМ «Хацухару», с 20.12.42 ЭМ «Макинами») [2];
- (исполняющий обязанности) 20.5.1943 — 10.9.1943 капитан 2 ранга (тюса) Тоёдзи Хитоми (яп. 人見豊治) (командир ЭМ «Макинами») [2];
- (исполняющий обязанности) 10.9.1943 — 5.10.1943 капитан 2 ранга (тюса) Хиноэ Томосигэ (яп. 友重丙) (заместитель командующего охранного района Майдзуру) [2];
- (исполняющий обязанности) 5.10.1943 — 1.11.1943 капитан 2 ранга (тюса) Масатоси Ясуманэ (яп. 安並正俊) (заместитель командующего охранного района Майдзуру) [2];
- 1.11.1943 — 27.10.1944 капитан 3 ранга (сёса)/капитан 2 ранга (тюса) Тэйсабуро Ара (яп. 荒悌三郎)[2].